# Taktyka spalonej ziemi

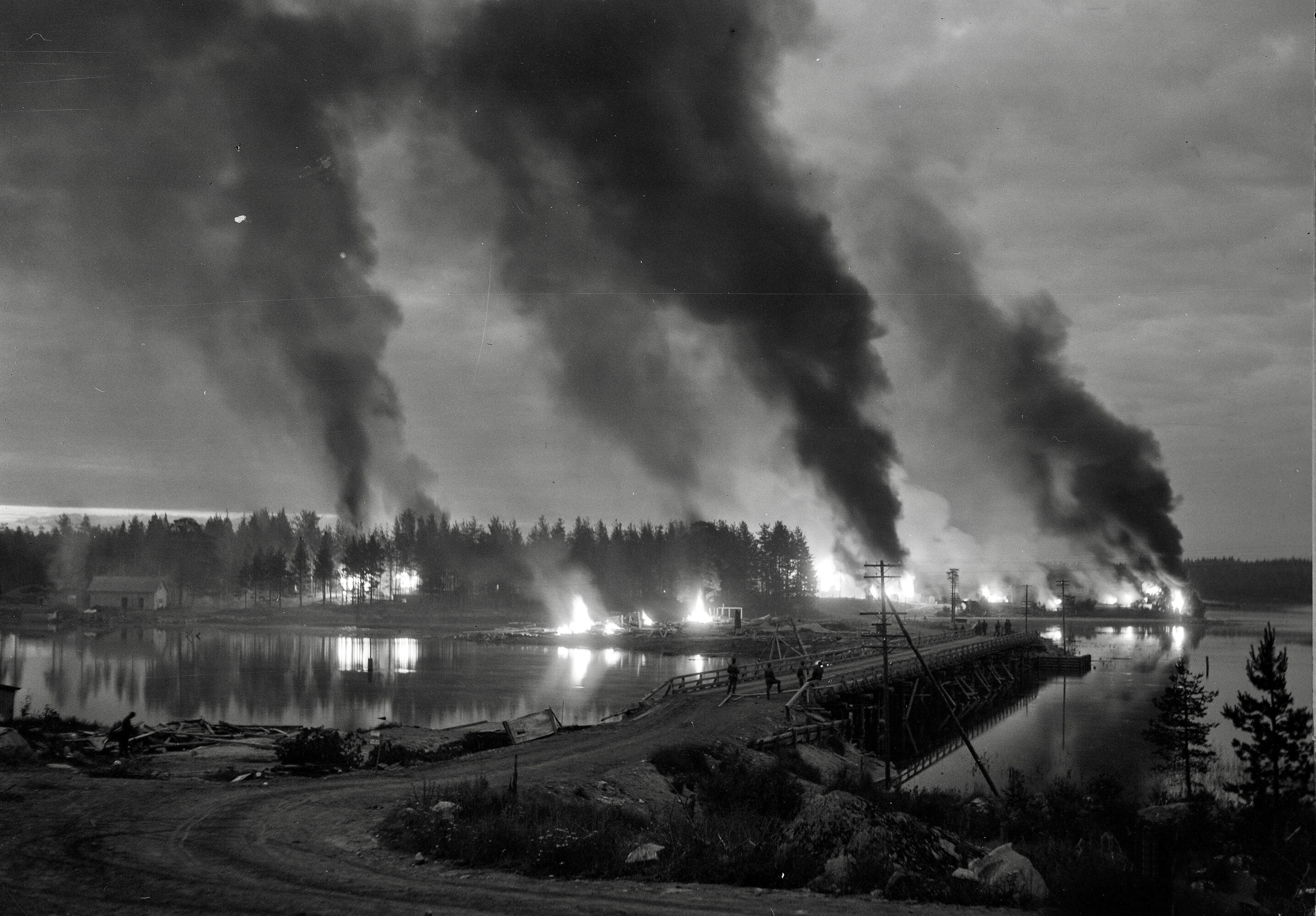
Miasto Porosoziero podpalone przez wycofujące się wojska fińskie w trakcie wojny kontynuacyjnej, 1944 r.

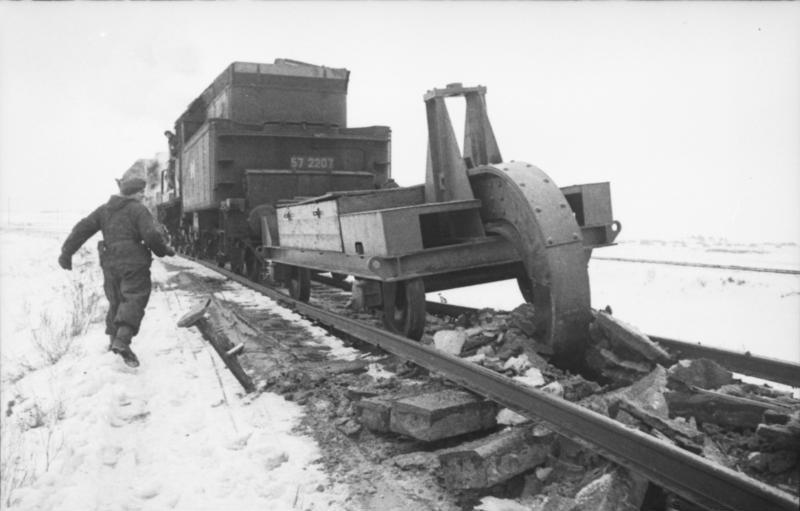
Wycofujący się z ZSRR Niemcy niszczą infrastrukturę za pomocą „wilka szynowego”, stosując taktykę spalonej ziemi, marzec 1944

Taktyka spalonej ziemi (także: metoda/polityka/strategia/zasada spalonej ziemi) – stosowany od starożytności sposób prowadzenia działań wojennych polegający na niszczeniu wszystkiego, co może być przydatne stronie przeciwnej, obecnie zakazany przez Konwencje genewskie.

## Mechanizm działania

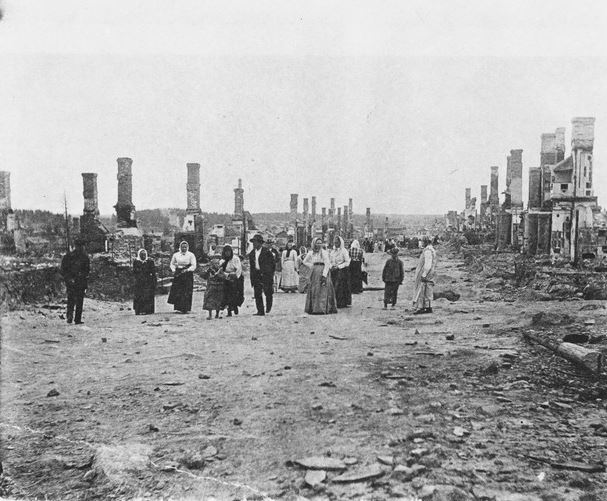
Cywile w dzielnicy Kolikkoinmäki po wojnie domowej w Finlandii, 1918

Niszczące działania mają miejsce podczas przemarszu lub wycofywania się armii, także na własnym terytorium. Celem jest pozbawienie nieprzyjaciela źródeł zaopatrzenia, spowolnienie poruszania się jego wojsk, pozbawienie możliwości późniejszego wykorzystania odzyskanego lub zdobytego majątku. Taktyka może być formą terroru wobec ludności cywilnej, odwetu czy szantażu itd.
Pierwotnie polegała na niszczeniu zbiorów, pól uprawnych, zapasów żywności lub studni z wodą pitną, co skutecznie uniemożliwiło prowadzenie wojny. Z czasem rozszerzyła się na niszczenie infrastruktury społecznej, technicznej, transportowej i komunikacyjnej. Obecnie dotyczy również rezerw paliwa, linii komunikacyjnych, bogactw mineralnych i materiałów przemysłowych, które mogłyby przydać się wrogiej armii.
Taktyka spalonej ziemi jest skuteczna i osłabia wojska przeciwnika, ale jej ofiarami padają przede wszystkim mieszkańcy pobliskich terenów, dlatego międzynarodowe prawo humanitarne konfliktów zbrojnych chroni dobra, które są niezbędne do przetrwania dla ludności cywilnej i zakazuje niszczenia: zapasów żywności, zbiorów, zbiorników z wodą pitną, urządzeń nawadniających, pól uprawnych oraz sfer rolniczych.

## Konwencje genewskie
Stosowanie taktyki spalonej ziemi jest zabronione przez Konwencje genewskie, ponieważ w znacznej mierze jej ofiarami zostaje ludność cywilna. W artykule 54 protokołów dodatkowych do Konwencji genewskich z 1977 roku, poświęconym ochronie dóbr niezbędnych dla przetrwania ludności cywilnej, zaznaczono:

1. Zabronione jest stosowanie przeciwko osobom cywilnym głodu jako metody prowadzenia wojny.
2. Zabronione jest atakowanie, niszczenie, zabieranie lub czynienie nieużytecznymi dóbr niezbędnych dla przetrwania ludności cywilnej, takich jak środki żywnościowe i strefy rolnicze, które je wytwarzają, jak zbiory, bydło, urządzenia i zbiorniki z wodą do picia, urządzenia nawadniające w tym celu, aby uniemożliwić ludności cywilnej lub stronie przeciwnej korzystanie z nich – ze względu na ich znaczenie – niezależnie od motywów, którymi mogą być zamiar wygłodzenia ludności cywilnej, spowodowania jej przemieszczenia lub jakiś inny motyw.

Stosowanie taktyki spalonej ziemi może zostać potraktowane jako naruszenie Konwencji genewskich i tym samym zbrodnia wojenna.

## Pierwsze użycie taktyki spalonej ziemi
Pierwszy opis taktyki znajduje się w IV księdze „Dziejów” Herodota. Została ona użyta około 512 roku p.n.e. przez Scytów przeciw wojskom Dariusza I, Szachinszacha Imperium Achemenidów na terenach dzisiejszej Ukrainy. Z relacji Herodota wynika, że Scytowie i wspierające ich plemiona mieszkające za Dunajem, odcięły wojska Dariusza od zaopatrzenia. Uciekając przed atakiem podpalali pastwiska i niszczyli żywność. Tym samym perska armia zaczęła głodować, a ich konie padały. Scytowie zasypywali studnie i zabijali wszystkich, którzy pragnęli zdobyć pożywienie. Jednocześnie wielokrotnie cofali się i napadali na wroga. W efekcie trzystutysięczna armia Dariusza została zdziesiątkowana i zmuszona do odwrotu, choć praktycznie nie stoczyła żadnej bitwy.

## Przykłady stosowania taktyki

### Starożytność
- Scytowie przeciw wojskom Dariusza I.
- W efekcie III wojny punickiej Kartagina została zdobyta przez Rzymian i całkowicie spalona (146 p.n.e.). Burzenie miasta trwało 17 dni[5]. Rzymianie zatruli okoliczną ziemię solą, aby nie była zdatna do uprawy[6].
- Memnon z Rodos zalecał zastosowanie techniki przeciw armii Aleksandra Wielkiego, ale jego propozycja została odrzucona przez dowódców[7].
- W 52 roku p.n.e. Wercyngetoryks, książę Arwernów, próbował zatrzymać wojska Juliusza Cezara taktyką spalonej ziemi[8]. Częściowo opóźnił przemarsz wojsk i zatrzymał natarcie w Galii Przedalpejskiej. Zmusił przeciwnika do wycofania się na południe[9]. Jednak finalnie, rok później, Cezar zdobył Galię.

### Średniowiecze
- Podczas inwazji Normanów na Anglię, taktykę stosował Wilhelm Zdobywca[10]. Za jej pomocą ugruntował również władzę w zdobytym królestwie[11].
- Podczas III wyprawy krzyżowej, po przegranej bitwie pod Arsuf, Saladyn stosował taktykę przeciwko wojskom krzyżowców. Pozbawił ich zaopatrzenia i uniemożliwił uzupełnienie zapasów.
- Krzyżacy używali techniki w czasie II powstania pruskiego, aby odciąć od zaopatrzenia wojska Herkusa Monte[12].
- Krzyżacy cofając się przed wojskami Jagiełły palili pola uprawne, tartaki i młyny, należące do ludności polskiej[13].
- Podczas wojny stuletniej (XIV–XV w.) obie strony – Anglicy i Francuzi – przeprowadzały rajdy kawalerii (tzw. chevauchée), mające na celu terroryzowanie mieszkańców i niszczenie niebronionych terenów wiejskich.
- Taktykę zastosował Wład III Palownik wobec wojsk sułtana Mehmeda II, którego wojska zaatakowały Wołoszczyznę[14]. Armia Włada cofała się i niszczyła wszystko na swojej drodze, co wywołało kompletne zrujnowanie części kraju oraz śmierć ludzi, których żołnierze masowo mordowali, głównie poprzez nabijanie na pal.

### XVII wiek
- Armia osmańsko-tatarska stosowała taktykę przeciw polskim wojskom koronnym, dowodzonym przez Stanisława Żółkiewskiego[15]. Przed bitwą pod Cecorą, w 1620 roku, wojska koronne były pozbawione dostępu do pożywienia, zmagały się z padaniem koni (z powodu spalonych pastwisk) i głodem. Brakowało również wody pitnej na skutek zasypywania studni.
- Król Władysław IV Waza podjął decyzję o zastosowaniu techniki przez oddziały kozackie, dowodzone przez Piotra Konaszewicza-Sahajdacznego, aby spowolnić natarcie armii osmańskiej i tym samym umożliwić wojskom polskim dotarcie pod Chocim[16].

### XVIII wiek
- Podczas III wojny północnej Rosjanie bronili się przed wojskami Karola XII za pomocą taktyki spalonej ziemi[17]. Tym samym marsz na wschód znacznie się opóźnił, gdyż wojska Karola zostały odcięte od zaopatrzenia i brakowało im żywności.

### XIX wiek

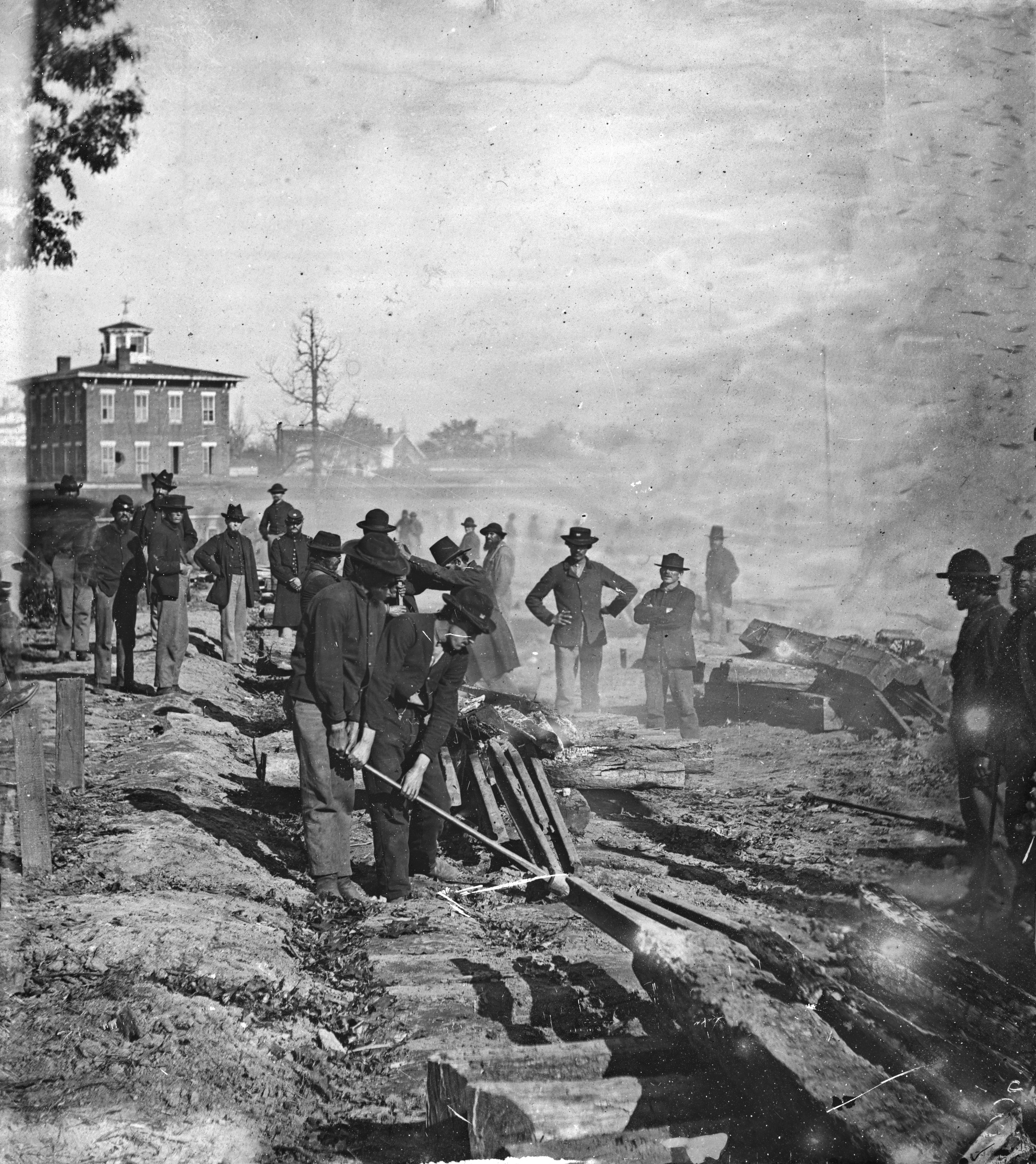
Wojska Shermana niszczące tory kolejowe

- W trakcie wyprawy na Rosję Rosjanie cofali się w głąb kraju przed Napoleonem[1]. Pierwotnie taktykę stosowano, aby uniemożliwić marsz na stolicę. Ponownie, kiedy Wielka Armia cofała się od Moskwy. Została zdziesiątkowana przez głód, choroby i mróz, ponieważ wojska rosyjskie niszczyły wszystkie zapasy oraz budynki, mogące zapewnić schronienie.
- Taktyka (razem z walką za pomocą głodu) była stosowana podczas I wojny opiumowej (1839-1842), między innymi do stłumienia powstania Białego Lotosu[18].
- Podczas I wojny brytyjsko-afgańskiej (toczącej się w latach 1839-1842), Afgańczycy starali się powstrzymać wrogie wojska taktyką spalonej ziemi, między innymi poprzez niszczenie pól i zatruwanie studni. W ten sposób bronili między innymi twierdzy Ghazni[19].
- W czasie wojny secesyjnej doszło do Marszu Shermana. Napadnięto na Georgię by przekształcić znaczący pod względem gospodarki wrogi stan w bezużyteczny. Wojska Shermana niszczyły wszelką infrastrukturę i zapasy żywności, w tym: plony na polach, zasiewy, mosty, tory kolejowe, osady, magazyny i całe miasta, między innymi Atlantę, aby konfederaci nie mogli zaopatrywać się w niezbędne materiały i surowce[20][21]. Armia liczyła ponad 60 tys. żołnierzy i dokonała ogromnych zniszczeń, które przyczyniły się do głodu oraz zubożenia lokalnej ludności.

### XX wiek

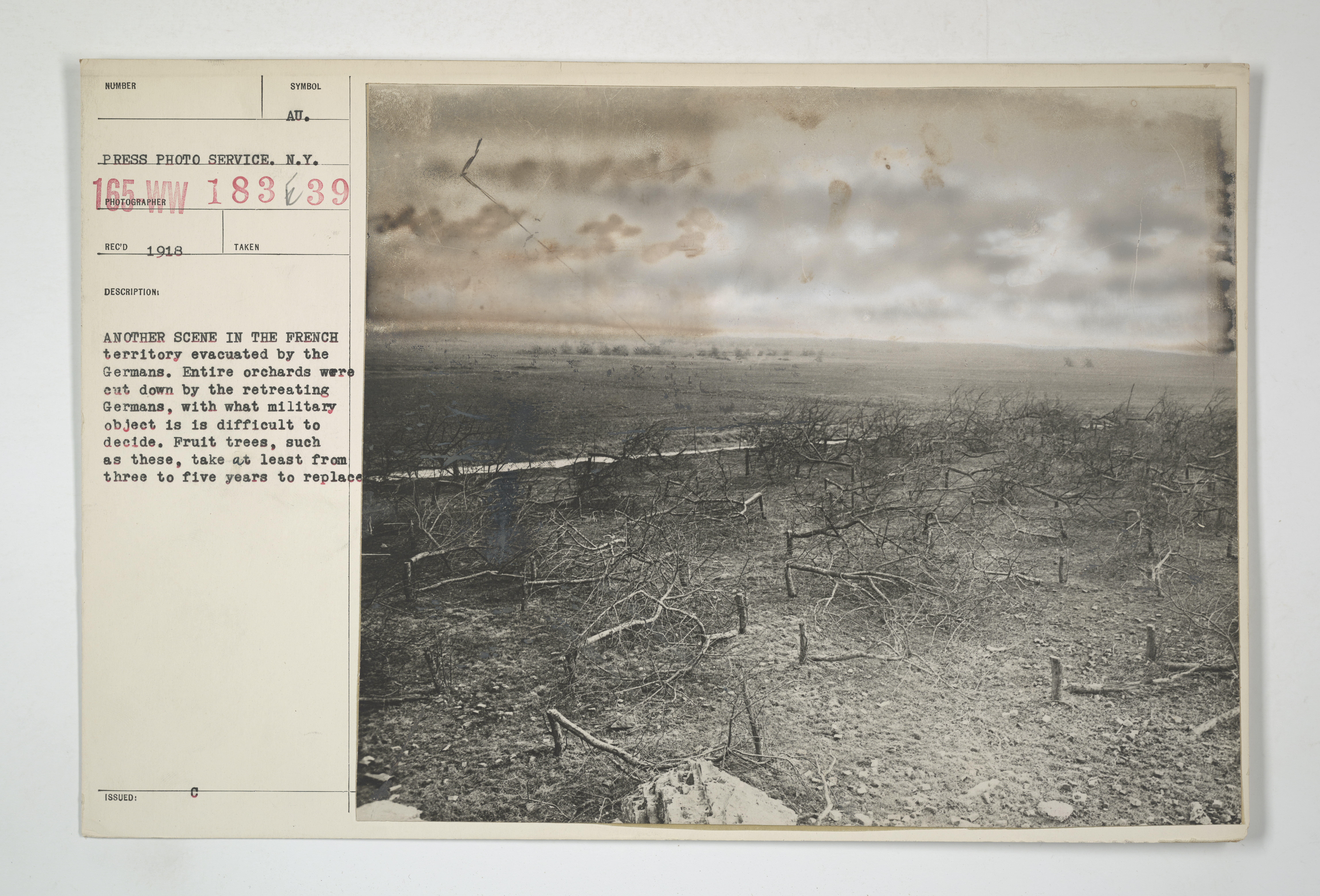
Sady owocowe na terenie Francji zniszczone przez wojska niemieckie podczas I wojny światowej

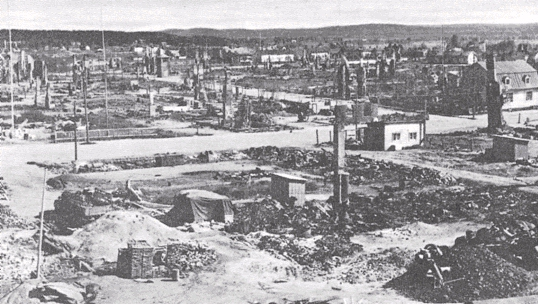
Rovaniemi po przejściu wojsk niemieckich, 1945

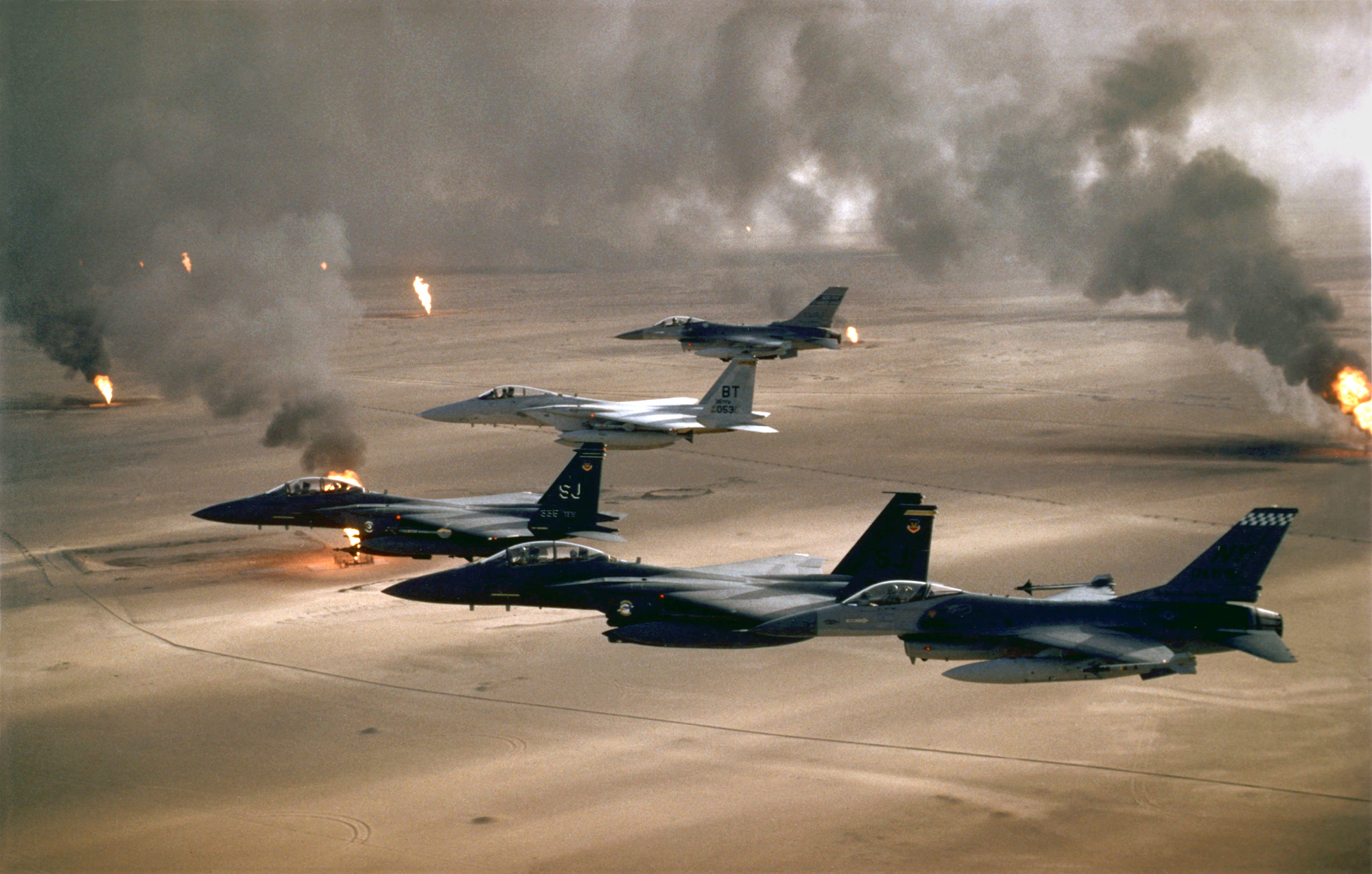
Płonące szyby naftowe w Kuwejcie, 1991

- Podczas I wojny światowej po bitwie pod Gorlicami, w której przełamano front rosyjski, car Mikołaj II Romanow zdecydował się na zastosowanie taktyki spalonej ziemi wobec wojsk niemieckich i austro-węgierskich. Chciał w ten sposób utrudnić im prowadzenie działań na zdobytych terenach, w wyniku czego ucierpiała okoliczna ludność polska[22].
- Podczas I wojny światowej wojska niemieckie na terenie Francji niszczyły wszystkie zapasy, spichlerze, infrastrukturę i plony.
- Taktyka była stosowana przez obie strony konfliktu podczas wojny domowej w Finlandii.
- Podczas II wojny burskiej Brytyjczycy niszczyli farmy, a ludność cywilną gromadzili w obozach koncentracyjnych, by odciąć burskich partyzantów od wsparcia i źródeł zaopatrzenia.
- Taktykę zastosowano w 1939 roku jako próbę (nieudaną) uniknięcia masakry nankińskiej, której dokonała Cesarska Armia Japońska[23]. Armia chińska wycofywała się i starała w ten sposób powstrzymać Japończyków.
- Mordy ludności, gwałty i grabieże prowadzone przez Japończyków podczas II wojny chińsko-japońskiej prowadzone były w myśl polityki Sankō-sakusen ("wszystko zabijać, palić i grabić"). Taktykę stosowała Cesarska Armia Japońska. Aby spowolnić postępy Japończyków, w 1938 roku wysadzono tamę na rzece Huang He[24] i sztucznie wywołano powódź, która zalała obszar 54 000 km², zniszczyła ogromne tereny rolnicze i pozbawiła życia około 800 tys. mieszkańców doliny.
- W 1941 roku, z rozkazu Józefa Stalina, metodę zastosowały wojska i ludność cywilna ustępujące przed niemiecką inwazją (operacja Barbarossa). Stalin zaapelował do narodu słowami: „nie zostawiać wrogowi ani jednego parowozu, ani jednego wagonu, nie zostawiać przeciwnikowi ani kilograma chleba, ani litra paliwa”[25]. Na trasie przemarszu wojsk niemieckich niszczono również fabryki[26], aby wróg nie mógł z nich korzystać w celu naprawy uzbrojenia.
- Podczas wojny lapońskiej (1944–1945) wycofujące się wojska niemieckie praktycznie zrównały z ziemią Rovaniemi i okoliczne miejscowości[27], między innymi poprzez eksplozję pociągu z amunicją. Obrócili w ruinę 90% miasta, zaś około 200 mieszkańców zginęło w Rovaniemi już po zakończeniu walk, gdyż w ruinach pozostawili miny[28]. Było to jedną z przyczyn sądzenia w procesie norymberskim niemieckiego dowódcy Lothara Rendulica.
- W 1945 roku praktyki stosowano podczas odwrotu Niemców spod Moskwy (Rozkaz Nerona).
- Taktyka spalonej ziemi była jednym ze sposobów stłumienia powstania w getcie warszawskim[29]. Niemcy niszczyli całe kwartały ulic ogniem, uprzednio odcinając dostawy wody i niszcząc wszystko, co mogło przydać się walczącym.
- W końcowym okresie II wojny światowej taktyka była powszechnie stosowana przez wycofujące się wojska Wehrmachtu (ARLZ)[30].
- Podczas wojny koreańskiej taktykę stosowały wojska Korei Północnej[31].
- W 1991 roku, podczas wojny w Zatoce Perskiej, wycofujące się z Kuwejtu wojska irackie podpaliły prawie 700 szybów naftowych.
- Taktyka była stosowana przez Talibów w Afganistanie.

### XXI wiek
- W 2017 roku na podstawie analiz zdjęć satelitarnych Amnesty International stwierdziło stosowanie taktyki w północnym stanie Rakhine w Mjanmie (Birmie)[32].
- Taktyka była stosowana podczas wojny domowej w Syrii przez wojska prezydenta Baszara al-Asada, w wyniku czego mogło zginąć 9 tys. osób, z czego większość stanowili cywile[33][34]. W 2021 roku Parlament Europejski opublikował w tej sprawie rezolucję (nr 2021/2576), z następującym stanowiskiem: „[PE] potępia nieodwracalne szkody wyrządzone obiektom kultury zarówno z powodu stosowanej przez Assada taktyki spalonej ziemi, jak i barbarzyństwa dżihadystów; ostrzega, że niestabilna sytuacja doprowadzi do nasilenia się międzynarodowego przemytu i kradzieży dziedzictwa kulturowego, które może zostać wykorzystane do finansowania dalszej działalności organizacji terrorystycznych w regionie”[35].